# سورن توماسیان
سورن هاکوبی توماسیان (ارمنی: Սուրեն Հակոբի Թովմասյան؛ زادهٔ ۲۰ دسامبر ۱۹۰۹ - درگذشته ۱۰ فوریهٔ ۱۹۸۰) یک سیاست‌مدار و دیپلمات اهل ارمنستان بود. وی همچنین برنده نشان لنین شد.